# Анан (Наґано)

35°19′25″ пн. ш. 137°48′58″ сх. д. / 35.32361° пн. ш. 137.81611° сх. д.
Ана́н (яп. 阿南町, あなんちょう, МФА: [anaɴ t͡ɕoː]) — містечко в Японії, в повіті Сімо-Іна префектури Наґано. Станом на 1 квітня 2009 площа містечка становила 123,35 км². Станом на 1 липня 2011 населення містечка становило 5361 осіб.